# Apulska mladolika
Mladolika (lat. Neatostema), monotipski biljni rod iz porodice boražinovki.
Jedina vrsta je N. apulum, jednogodišnja raslinja raširena Sredozemljem, od Kanarskih otoka do Male Azije, također i u Hrvatskoj gdje je poznata kao apulska biserka ili apulska mladolika.

## Sinonimi
- Lithospermum apulum (L.) Vahl; Symb. Bot. 2: 33 (1791)
- Lithospermum apulum f. cleistogamum Murb.; Acta Univ. Lund., n.s. 19: 23 (1923)
- Lithospermum apulum var. tucakovii Gajic; Glasn. Prir Muz. Beogradu 28: 14 (1973)
- Lithospermum mesopotamicum DC.; Prodr. [A. DC.] 10: 75 (1846)
- Lithospermum strigosum M.Bieb.; Fl. Taur. Caucasus 3: 121 (1820)
- Margarospermum apulum (L.) Spach; Hist. Nat. Vég. 9: 31 (1840)
- Myosotis apula L.; Sp. Pl.: 131 (1753)
- Myosotis lutea Lam.; Fl. Franc. 2: 282 (1779)
- Rhytispermum apulum (L.) Link; Handb. 1: 579 (1829)